# Аптон-Вест Аптон (Масачусетс)
Аптон-Вест Аптон (енгл. Upton-West Upton) град је у америчкој савезној држави Масачусетс.

## Демографија
По попису из 2000. године број становника је 2.326.
| Група             | 2000.         | 2010.    |
| Белци             | 2.253 (96,9%) | 0 (0,0%) |
| Афроамериканци    | 10 (0,4%)     | 0 (0,0%) |
| Азијати           | 24 (1,0%)     | 0 (0,0%) |
| Хиспаноамериканци | 16 (0,7%)     | 0 (0,0%) |
| Укупно            | 2.326         | 0        |